# Josefov (Jaroměř)
Josefov (německy Josefstadt) je východočeské historické pevnostní město v okrese Náchod v Královéhradeckém kraji. Spolu se sesterským městem Terezínem bylo na příkaz císaře Josefa II. vybudováno v osmdesátých až devadesátých letech 18. století v odezvě na změnu severní hranice Habsburského mocnářství potvrzenou po sedmileté válce Hubertusburským mírem.
Původně se město jmenovalo Ples (německy Pleß) podle vesnice, která jeho stavbě z větší části podlehla. Na Josefov bylo na počest jeho zakladatele přejmenováno roku 1793 na příkaz císaře Františka II. Josefov je od roku 1948 součástí města Jaroměře. V roce 1971 byl prohlášen městskou památkovou rezervací.

## Historie

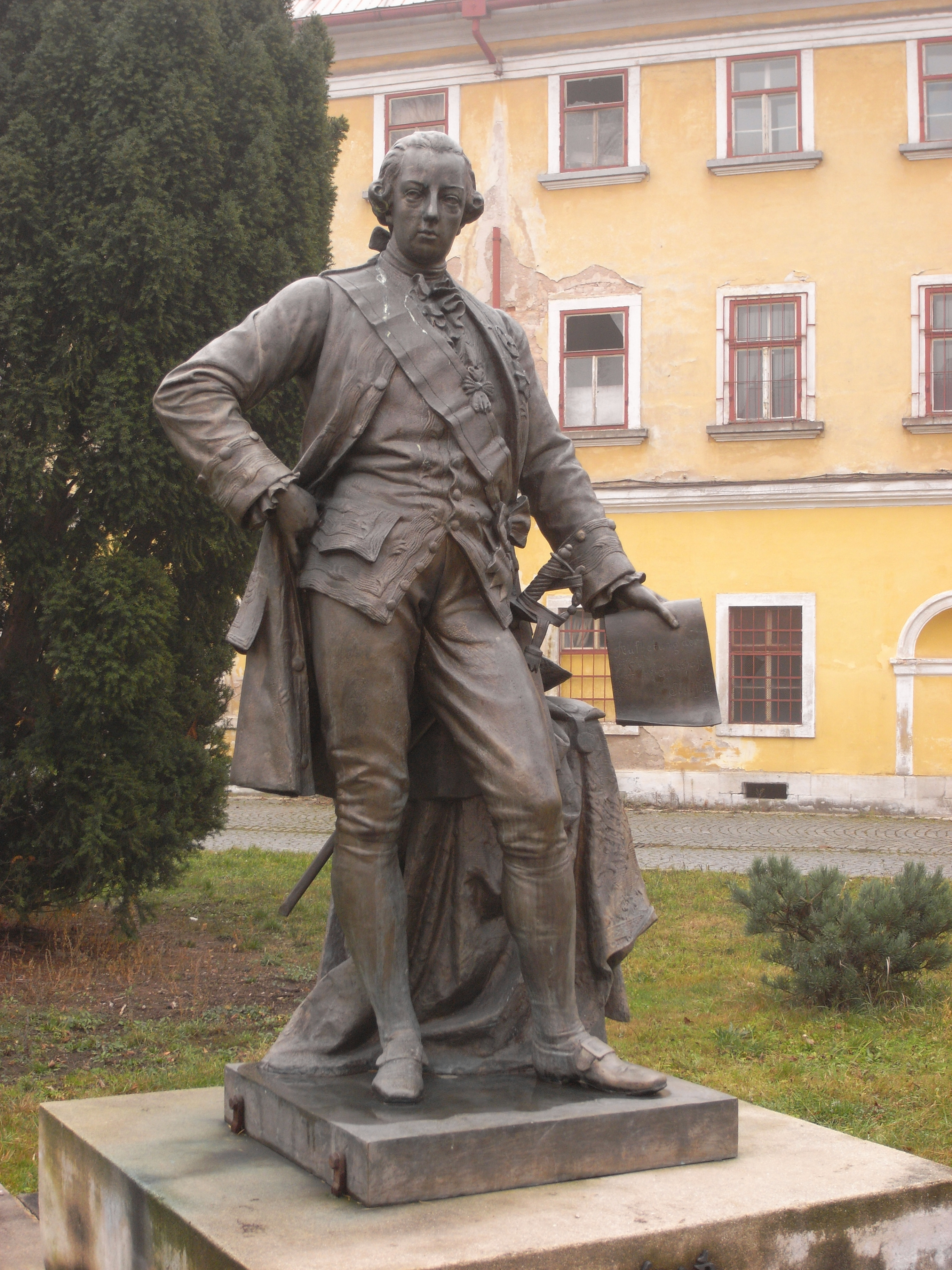
Socha Josefa II.

### Vznik pevnostního města
Toto pevnostní město bylo vystavěno na místě větší části vesnice Ples na příkaz císaře Josefa II. Popud k jeho výstavbě dala změna severní hranice Habsburského mocnářství zapříčiněná ztrátami Kladského hrabství a většiny Slezska včetně tamních pevností po válkách o rakouské dědictví (1740–1748). Tyto územní změny byly potvrzeny Hubertusburským mírem po sedmileté válce (1756–1763).
V rámci zabezpečení této nové státní hranice, zároveň přístupu k Vídni i v rámci potřeby nahradit ztracené pevnosti ve Slezsku, byla nejprve zmodernizována pevnost Olomouc (1742–1757). Výstavba pevnostního města Plesu se už rok po skončení sedmileté války (1764) stala předmětem „války per“ mezi převážně francouzskými a rakouskými vojenskými inženýry ve službách Habsburků. Vysoké vojenské a dvorské kruhy se tehdy přiklonily k názoru rakouské strany inženýrského sboru a prosadily přestavbu Hradce Králové na bastionovou pevnost (1766–1779).
Stavba pevnostního města na místě větší části vesnice Ples byla zahájena po válce o bavorské dědictví (1778–1779) podle návrhu francouzského vojenského inženýra Clauda-Benoîta Duhamela de Querlonde. Tento konflikt mezi Pruskem a Habsburskou monarchií potvrdil, že na to, aby pevnost Hradec Králové účinně bránila pruské armádě v rozvíjení útočných operací, stojí příliš hluboko ve vnitrozemí. Zároveň znovu upozornila na strategické přednosti mírného návrší nad soutokem řek Labe a Metuje, kde se vesnice Ples rozkládala. Z ní zůstaly zachovány pouze okrajové části později nazvané Starý Ples a Dolní Ples t. Vodní Ples. Pro vystěhované obyvatele byly nedaleko založeny nové vsi Nový Ples a Rasošky.

### Projekt

Mapa Josefova s plánem budoucí pevnosti (kolem roku 1780). Text uvádí, že výstavba se odchyluje od plánu.

Ortofotomapa Josefova (2022) se zřetelným systémem opevnění

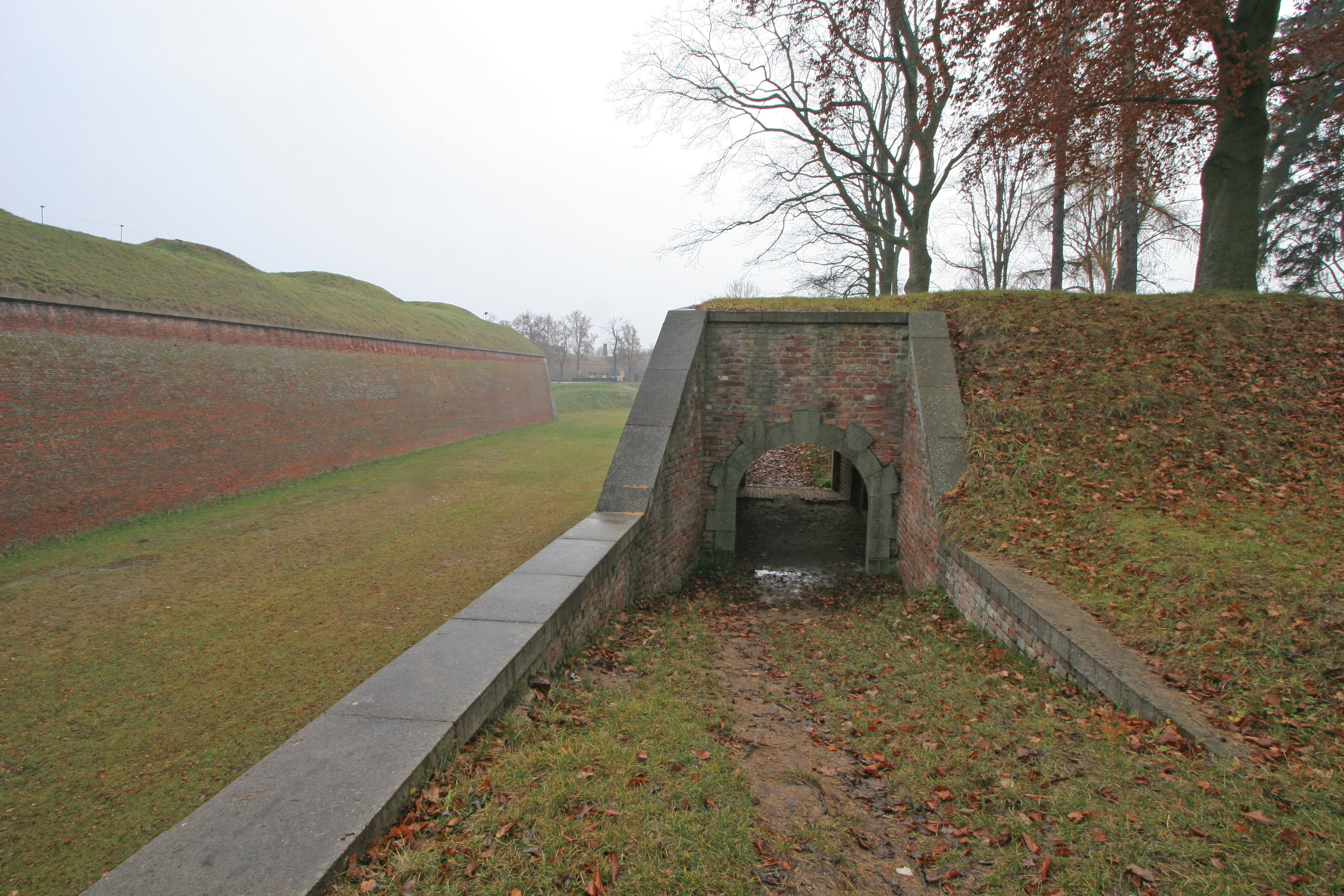
Opevnění s příkopem

Projekt pevnosti a nového města Plesu vypracoval francouzský vojenský inženýr v habsburských službách Claude Benoît Duhamel de Querlonde (1721–1808) v roce 1764 a stavbu také v letech 1780–1783 řídil. Po něm vedení stavby na počátku roku 1784 převzal rakouský inženýr Franz von Lauer (1735–1803).
Querlonde v plánech opevnění propojoval tehdy nejpokročilejší koncepty francouzského vojenského inženýrství. Těmi byly Louisem de Cormontaigne (1695–1752) upravený třetí systém maršála Sébastiena le Prestre de Vauban z konce 17. století a poznatky školy v Mézières (dnešní Charleville-Mézières, 50. léta 18. století), přičemž Vauban svůj třetí systém uplatnil pouze v projektu pevnostního města Neuf Brisach. Obdobně teoretické poznatky Mézièrské školy byly užity téměř výhradně při stavbě Plesu/Josefova a Terezína.

Pro opevnění Plesu/Josefova jsou typické jak mimořádně rozsáhlé sítě podkopů v délce cca 42 km, tak zesílení menších bastionů podél jižní strany vnitřního obranného pásma velkými detašovanými bastiony ve středním pásmu a nezvykle silnou krytou cestou, osazenou velkými pevnůstkami v jejích zalomeních. 

### Průběh stavby
Vlastní stavbě předcházela koupě smiřického panství, kde se vesnice Ples nacházela. Tuto državu od Jana Václava knížete z Paaru zkraje roku 1780 odkoupila císařská komora. Základní kámen pevnostního města byl pak následně položen 3. října 1780. Opevnění města a většina vojenských budov vně hradeb vznikly mezi lety 1780–1790. Josef II. ale tento pevnostní komplex jako bojeschopný slavnostně vojsku předal už 16. září 1787.
Stavba Plesu obnášela nejen vyhloubení příkopů a navršení zemních valů, ale také přeložení říčních koryt. Toky Labe a Metuje byly zregulovány, přehrazeny a jejich soutok posunut o 700 metrů dál po proudu. Přitom byla vzniklá ostrožna kilometr před soutokem přerušena kanálem, aby zde mohl vzniknout umělý ostrov tvořící základ obrany severní strany pevnostního města. Protože se město rozkládá zčásti na skalnatém podloží, bylo povoláno též 200 horníků z Banské Štiavnice, aby do skály vyrazili štoly pro část podzemních chodeb a kanalizační stoky.
Pevnostní staveniště spolykalo asi 360 milionů cihel z jaroměřských cihelen, pískovec z lomů v Dubenci, Choustníkově Hradišti a Stanovicích. Rozsahu prací a objemu užitých materiálů odpovídalo též množství dělníků, jež pleským staveništěm prošlo. Bylo jich asi dvanáct tisíc. Ohromující byla i celková suma 10 550 141 zlatých 33 a 3/4 krejcaru investovaná do roku 1790 do stavby pevnosti.
Zvláštní kapitolu tvoří civilní městská zástavba. Měšťanské domy byly stavěny pro nejrůznější řemeslníky, živnostníky a jejich rodiny, které se v Josefově usazovaly. Dělo se tak na základě osidlovacího patentu Josefa II. z 9. prosince 1782. Tento dokument výměnou za nejrůznější služby mnohonárodnostní pevnostní posádce sliboval převážně českému civilnímu obyvatelstvu stálý výdělek, finanční zvýhodnění a daňové úlevy.
Vlivem opevňovacího ředitelství, které trvalo na dodržování regulačních zásad (poloha uliční čáry, výška hlavní římsy sklon střech) a stavebního řádu (nespalné konstrukce, počty a minimální rozměry oken, zřízení kanalizace a vlastní studny aj.), jsou tyto měšťanské domy dodnes typické jednotným vzhledem. Ředitelství nestrpělo žádné stavební úpravy, které by překážely ve výhledu nebo snižovaly odolnost budov vůči dělostřelbě. Není tudíž bez zajímavosti, že řád, upravující zástavbu Josefova a Terezína, se stal předlohou stavebních řádů a zákonů.

### Vývoj pevnostního města po roce 1790

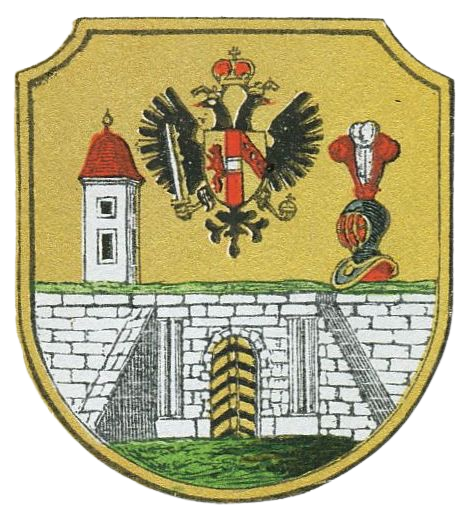
Historický znak Josefova

Při příležitosti korunovace císaře Leopolda II. českým králem v roce 1791 byl Ples povýšen na královské svobodné město. Dva roky poté nechal císař František II. pevnostní město přejmenovat na Josefov na počest svého strýce Josefa II. V roce 1789 vypuknuvší Velká francouzská revoluce donutila Pruské království a Habsburskou monarchii přenést se přes dosud nesmiřitelné vzájemné nepřátelství. Ples tedy ke svému původnímu účelu tehdy použit nebyl, svou úlohu odstrašit Prusko od útoku však plnil až do počátku 2. poloviny 19. století, tedy po dobu předpokládané životnosti. Za napoleonských válek se přes opakovaná uvedení do bojové pohotovosti uplatnil pouze jako vězení pro zajaté Napoleonovy vojáky.
Jako vězení sloužila pevnost i v dalších letech. Zadržováni zde byli třeba italští a uherští revolucionáři (1849) a turečtí vojáci (1878–1879 a 1912). Mezi zdejší významné vězně patřili ale i polský polyhistor Hugo Kołłątaj (1750–1812), diktátor (vůdce) polského Lednového povstání Marian Langiewicz (1827–1887), nebo roku 1857 revolucionář a dobrodruh Anton Schütte (1817–1867), kterému se z Josefova podařilo téhož roku uprchnout.
Když se pruská a rakouská vojska střetla znovu, psal se rok 1866. Tehdy už sice Josefov za vývojem vojenské taktiky a techniky zaostával, i tak však byl připraven k obraně. Posádka však nebyla posílena na válečné stavy a tak nemohla aktivně působit v bližším i vzdálenějším okolí pevnosti. Zátopové kotliny na severovýchodě města byly zatopeny. Předpolí bylo vyklizeno a tamní aleje a parky vykáceny, aby neposkytovaly nepříteli ochranu. Pruská vojska se však tehdy nezdržovala s dobýváním Josefova. Obešla jej a s rakouskou armádou se střetla v bitvě u Hradce Králové. Josefov tedy plnil úlohu obří zbrojnice, muničního a výstrojního skladu a nemocnice.
Posádkovým městem ale Josefov zůstal ještě více než sto let po zrušení jeho pevnostního statutu (1888), který velmi přísně omezoval jakoukoliv výstavbu v pevnosti a jejím okolí. Dokonce se zde usídlilo velitelství 9. armádního sboru (1883–1908). Z prvků opevnění se však navzdory rozsáhlým demoličním pracím na konci 19. a v 1. pol. 20. století většina zachovala.
Mnohonárodnostní ráz pevnostního města ještě víc zdůraznila první světová válka. Během ní ve vlastním Josefově a později i v jeho blízkém okolí vznikl rozsáhlý zajatecký tábor pro ruské (litevské, polské) italské, rumunské a srbské zajatce. Na tuto dobu dodnes upomíná hřbitov zemřelých zajatců s pomníkem ruským zajatcům z roku 1916 znázorňujícím minulost, současnost a budoucnost Rusi. Jeho autory jsou sochaři Nikolaj Alexandrovič Suškin a Leonard Dobrowolski.
Bývalý zajatecký tábor sloužil ještě krátce po první světové válce jako shromaždiště vojska Západoukrajinské republiky. V průběhu druhé světové války se vojenské objekty uplatnily spíš jako cvičiště protektorátního vládního vojska a Wehrmachtu. Více než druhá světová válka vzhled pevnostního města poznamenala okupace sovětskými vojsky (1968–1991). Přesto jedním z největších negativních zásahů do prosperity pevnostního města se stala demilitarizace po ukončení Studené války v polovině 90. let 20. století. Tehdy se množství vojáků v Josefově podstatným způsobem snížilo. Nicméně, ačkoliv jen ve velmi malém zastoupení, působí armáda (nyní Armáda České republiky) v Josefově dodnes.

### Současnost

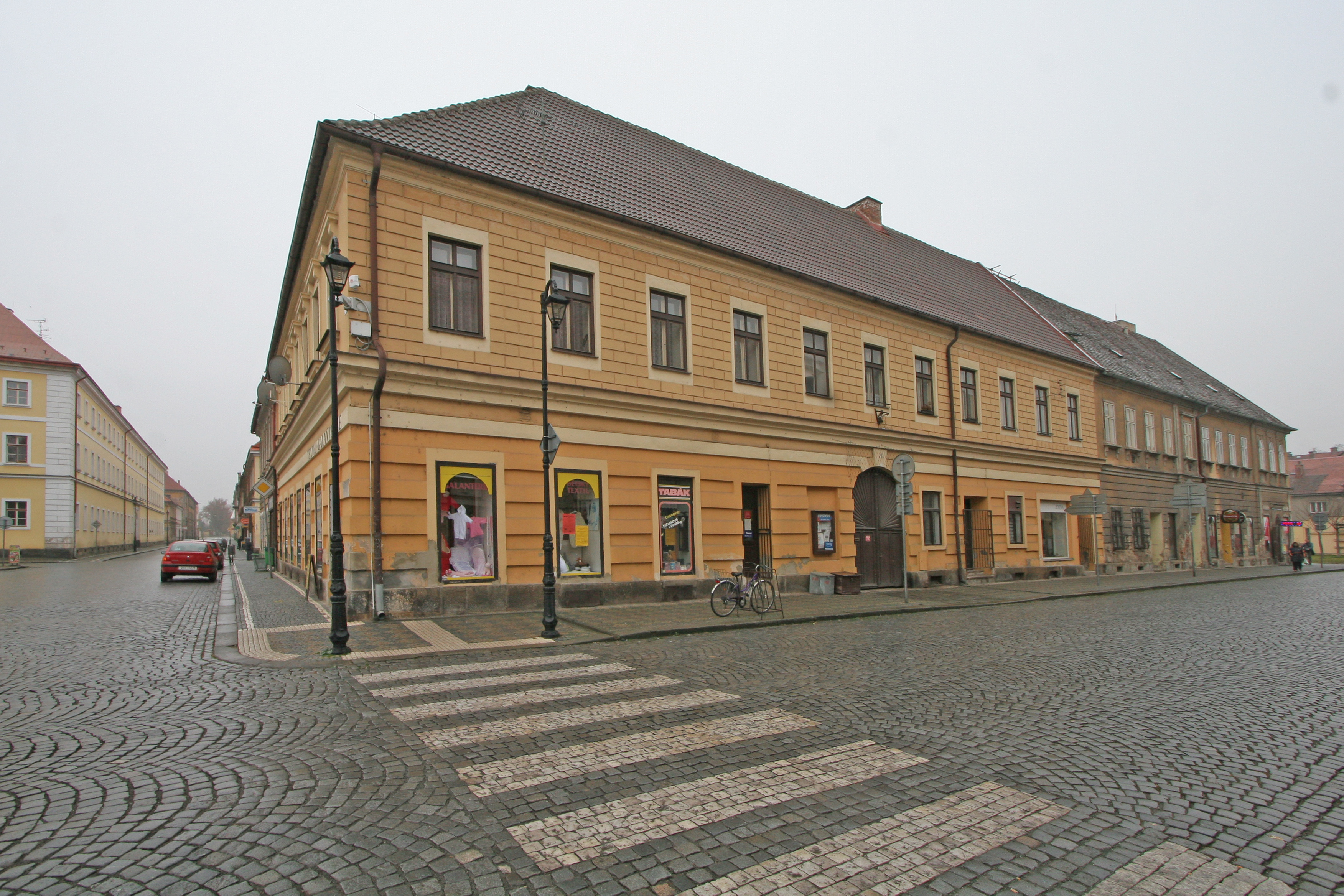
Běžná zástavba

Největší turistickou atrakcí Josefova jsou podzemní chodby. Tajuplnost a romantiku josefovského labyrintu umocňuje již tradiční používání voskových svíček při prohlídkách. Návštěvníci tak na vlastní kůži zažívají pocity vojáků bránících pevnost před nepřítelem. Promenády, lemující horní část pevnosti, poskytují v parném létě stín a klid a zájemcům o pevnostní architekturu možnost prohlédnout si objekty tvořící hlavní obranný val Josefova. Návštěvu podzemí na Bastionu I lze zpestřit prohlídkou lapidária s originály soch M. B. Brauna nebo návštěvou hned několika muzejních expozic, jimiž jsou: Historická expozice Městského muzea v Jaroměři, Umělecká kolonie na Bastionu IV, Bastion IX, expozice na Bastionu X s lékařskou tematikou, Ravelin XIV, 3D model pevnosti v Hradecké bráně, Cesta Legionáře v domě č. p. 12 nebo Pevnostní kovárna v Bastionu XII. Nedávno též otevřela Josefovská kavárna s obrazárnou Galerie Josefov v budově bývalého Zásobovacího úřadu. Příznivci přírody si též mohou objednat prohlídku v ptačím parku Josefovské louky.

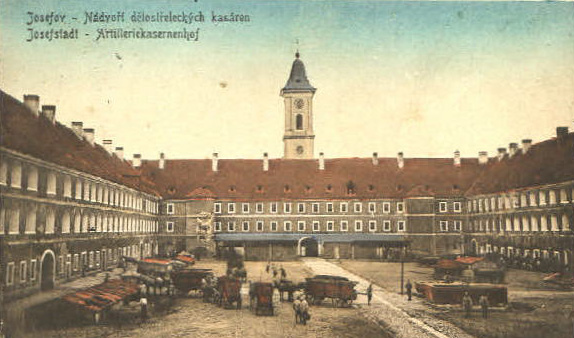
Dělostřelecká kasárna – největší objekt

#### Soudobé snahy o záchranu a rekonstrukci pevnostního města
Částí podzemního obranného systému pod Cornichonem a Shromaždištěm No. XXX se přičiněním zdejší pobočky Klubu československých turistů provází už od roku 1926 (nepřesný termín je rok 1923). Podzemní i nadzemní části tohoto úseku opevnění byly navíc zejména 70. a 80. letech 20. století ve spolupráci s Městským muzeem v Jaroměři pod záštitou Svazarmu opravovány skupinou dobrovolníků, zárodkem pozdějšího Klubu vojenské historie (KVH) Josefov – Pevnostní dělostřelecká rota.
Na jejich činnost následně navázala na přelomu 80. let a 90. letech další neformální uskupení na jiných místech hradeb. Ta se na počátku 21. století přeměnila v občanská sdružení pojmenovaná podle obnovovaných pevnostních prvků. Jedná se hlavně o Ochránce památek pevnosti Josefov (OPPJ) – Ravelin No. XIV a Společnost Retranchement No. XVIII. Hlavním důvodem k jejich přetvoření ve spolky se stala možnost čerpat finanční prostředky na opravy z dotačních programů.

#### Zajímavosti
Josefov, ač část města Jaroměře, má vlastní systém názvů ulic. Některé ulice v Josefově měly názvy shodné s názvy ulic v Jaroměři. Duplicity byly odstraněny v roce 2016 přejmenováním tří ulic v Jaroměři a čtyř v Josefově (Palackého na Kracíkovu, Husova na Traxlerovu, Jiráskova na Guldovu, Lužická na Kpt. Kroužela.

## Pamětihodnosti
- Kostel Nanebevstoupení Páně

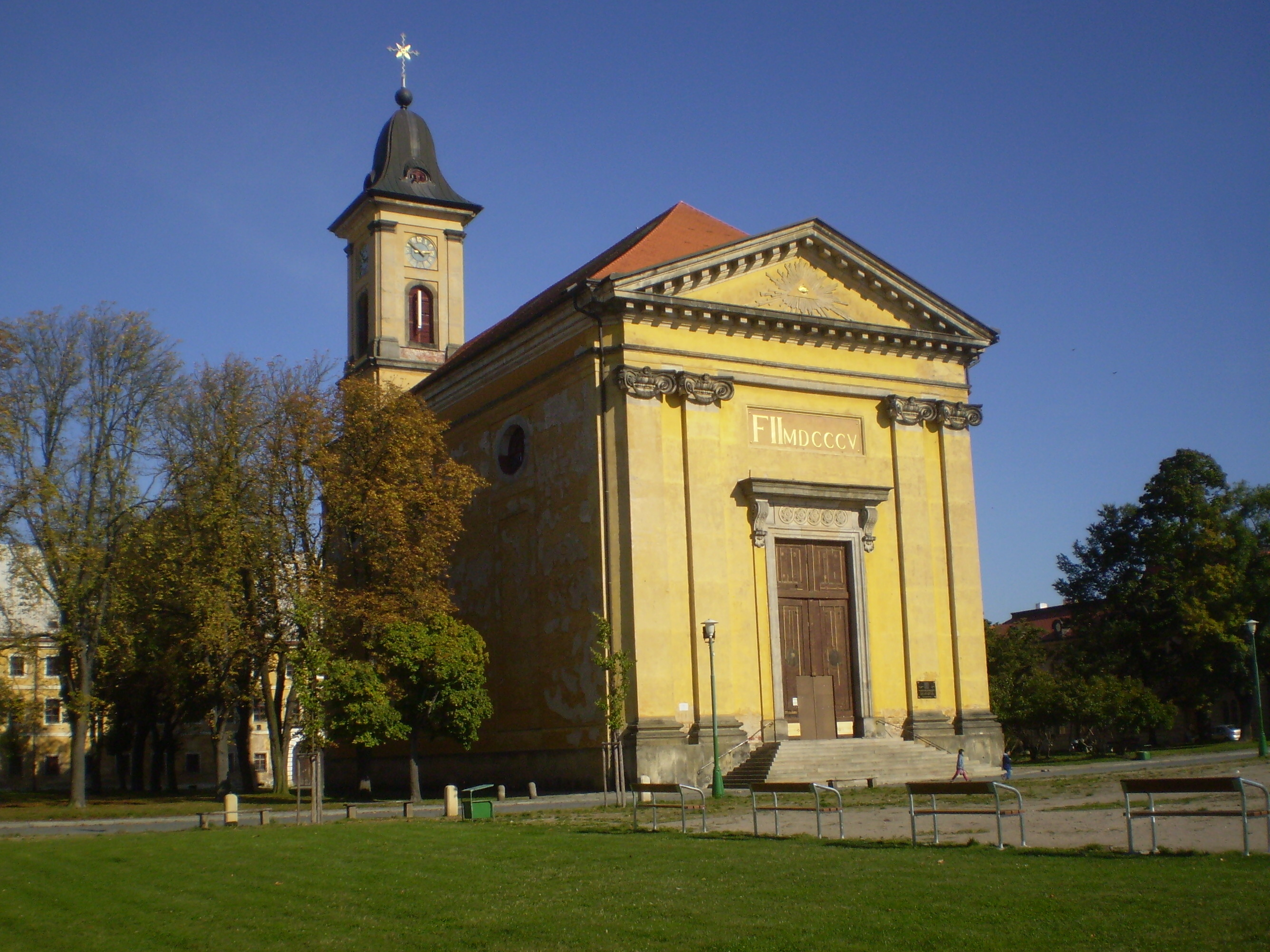
Kostel na centrálním náměstí

- Vojenský hřbitov – v katastru obce Rasošky
- Pevnostní mlýn

## Významní rodáci
- Géza Fejérváry (1833–1914), uherský generál, politik a premiér
- Aleš Haman (* 1932), český literární teoretik a historik
- Arnošt Heidrich (1889–1968), československý diplomat a zahraniční politik
- Jan Herzer (1850–1903), středoškolský profesor, překladatel z francouzštiny, (spolu)autor slovníků a učebnic
- Miroslav Ivanov (1929–1999), spisovatel a publicista, zabývající se především historií a literaturou faktu
- Jiří Kaše (1946–2022), český historik umění
- Eduard Neumann (1862–1937), český katolický kněz, malíř, grafik a ilustrátor
- Zdeněk Němeček (1894–1957), československý spisovatel a dramatik
- Karoline Pönninger (1845 - po 1906), malířka a ředitelka vídeňské Všeobecné kreslířské školy pro ženy a dívky[38][39]
- František Reyl (1865–1935), český a československý římskokatolický kněz, sociolog a politik; meziválečný senátor Národního shromáždění ČSR za Československou stranu lidovou

## Kultura
Josefov je vzhledem ke své vojenské minulosti od 80. let 20. století významným dějištěm akcí souvisejících s oživlou historií konfliktů 18. až 20. století. Své expozice zde mají zřízené jak místní spolky Ochránci památek pevnost Josefov (OPPJ) Ravelin No. XIV a KVH Brendy Josefov, KVH Josefov, tak členové ČSOL. Bastion I a podzemí nabízí návštěvníkům možnost prohlídky podzemního obranného systému a lapidária M. B. Brauna.
Josefovské exteriéry a interiéry využívají také filmové štáby. Natáčely se zde například dánský televizní miniseriál 1864 a film Satisfakce 1720 (pův. název Tordenskjold & Kold), rakouský televizní snímek Sarajevo 1914 Andrease Prochasky, Musíme si pomáhat a trilogie Zahradnictví Jana Hřebejka, dále pak dramata Oběti a vrazi, I ve smrti sami a Post Bellum, komedie Wilsonov Tomáše Mašína (2016) nebo americký koprodukční film Úkryt v Zoo novozélandské režiséry Niki Caro.
Natáčeny zde byly i televizní dokumenty mapující historii a legendy města Josefova, josefovské kasárny a pevnosti.
Prostředí josefovských hradeb tvoří exteriéry také festivalu extrémního metalu Brutal Assault, který se v Josefově koná pravidelně od roku 2007 v první polovině srpna.
Areál pevnostní vojenské nemocnice hostil od roku 2014 do roku 2019 uměleckou přehlídku Špitál Art. Jejími součástmi jsou umělecké instalace, performance, divadelní představení a koncerty. S příchodem pandemie byl však festival od roku 2020 bez náhrady zrušen.
V Josefově působí rovněž Umělecká kolonie Bastion IV, jejímiž členy jsou například sochař Petr Novák z Jaroměře, měditepec a grafik Vojtěch Jirásko, keramička Markéta Škopková, řezbář Jan Paďour ml., fotografka Aneta Vašatová, malíři Josef Kleiner, Alex Gabriel, Anna Artemenko a Martina Kordinová. Aleš Černý zde působí jako kovosklář a provozovatel Divokolárny (vytváří mimo jiné i kulisy pro Brutal Assault). Dále je zde Modrotiskový ateliér Bartoš, Vlněný ateliér a čtyři galerie.

## Geologie
Oblast Jaroměře-Josefova řadíme geologicky ke svrchní křídě. Převažují tu sedimenty mělkého moře, hlavně turonské vápnité slínovce s obsahem CaCO3 v průměru okolo 10 %. Vápnitá složka se lehce rozpouští a v podzemí opět usazuje. V pevnostních chodbách se proto na mnoha místech vytvořily krápníky, brčka, sintrové povlaky a na podlaze sintrové hrázky a jezírka. Časté jsou i jeskynní perly.
Měkké, avšak relativně pevné slínovce na povrchu tvoří skály podléhající mrazovému zvětrávání, které se následně lehce lasturnatě až střípkovitě rozpadají. Toto lze pozorovat i v nevyzděných částech josefovské kanalizace, kde se za přívalových vod ze stěn a stropů odlupují kousky horniny a zachytávají se na česlích v odlehčovacích komorách.
Spíš než rozpukanost slínovců se v podzemí Josefova negativně projevuje jejich nasákavost a větrání na jíl, který při zamokření nabývá na objemu a může způsobovat deformaci zdí chodeb.
Na vrstevních plochách lze často ve výkopech nalézt různé druhy zkamenělých škeblí, z nichž nejhojnější je rod Inoceramus. Křídové sedimenty jsou zdrojem kvalitní podzemní vody pro široké okolí, ale jsou i náchylné k jejímu znečištění, protože snadno propouští škodlivé látky.

## Příroda
Pestrost prostředí Josefova a jeho okolí předurčuje i poměrně vysokou rozmanitost ve flóře a fauně území. Mokřadní louky v nivě Metuje, glacis, rozlehlý systém podzemních chodeb pod ním, parky i vlastní pevnostní město tvoří mozaiku výrazně odlišných stanovišť. Na poměrně malé ploše se tu vyskytují dvě evropsky významné lokality soustavy Natura 2000 a jedna z největších nestátních rezervací v České republice.
Rozsáhlý komplex podzemních prostor se stal evropsky významnou lokalitou z důvodu zimování vrápence malého, jehož počty tu v době hibernace dosahují téměř jednoho tisíce. Podzemní chodby jsou však důležitým zimovištěm i pro netopýra brvitého a netopýra velkého. Vzácněji v chladnějších partiích najdeme netopýra ušatého, dlouhouchého, černého a vodního. Málo využívané půdy josefovských budov jsou pak místem, kde samice vrápence malého a netopýra velkého rodí svá mláďata. Bez zajímavosti není výskyt zvláštního podzemního korýše blešivce z rodu Niphargus v čistších vodách odděleného systému podzemních chodeb v Korunních hradbách.
Biologicky poměrně hodnotné jsou i parky a stromořadí josefovských promenád podél někdejší kryté cesty. Kromě běžných druhů sov, jako je puštík obecný a kalous ušatý, tu např. hnízdí i ohrožený strakapoud prostřední. Starší stromy s dutinami jsou pak důležitými úkryty pro „stromové“ druhy netopýrů.

### Ptačí park Josefovské louky
Tato nestátní rezervace České společnosti ornitologické (ČSO) se nachází na severovýchod od Josefova. ČSO tu od roku 2006 vytváří životní prostředí pro mokřadní ptáky a další na mokřady vázanou faunu a flóru. Hloubení různých tůní, přivádění vody do území opraveným historickým zavlažovacím systémem, redukce vegetace a další zásahy vedou k hnízdění vzácných, ohrožených nebo jinde dramaticky ubývajících druhů ptáků (např. bekasina otavní, čejka chocholatá, chřástal vodní, chřástal kropenatý). Do roku 2017 tu bylo pozorováno přes 160 druhů ptáků, mezi něž patří i každoročně sledovaní jeřáb popelavý nebo zimu zde trávící vzácnější sovy kalouse pustovky. Sycení prostředí vodou pomohlo i k raketovému nárůstu početnosti obojživelníků. Najdete tu skokana skřehotavého a hnědého, vzácněji ropuchu obecnou a zelenou nebo kuňku ohnivou. Žije zde početný čolek velký a obecný. Obnovení mokřadu se projevilo i na rozmanitosti vážek, brouků a dalších skupin živočichů. Nalezen tu byl také největší vodní brouk na světě vodomil černý. Ptačí park je volně přístupný veřejnosti, pro kterou tu jsou naučné stezky, např. Josefovská džungle a pozorovatelny. Jsou tu pořádány exkurze. Předem definované území 76 ha ČSO postupně vykupuje z darů dobrovolných dárců.

### Stará Metuje
Z jihu lemuje ptačí park Stará Metuje, jejíž koryto a bezprostřední okolí bylo vyhlášeno evropsky významnou lokalitou pro vážku klínatku rohatou. Té vyhovuje poměrně čistá voda, štěrkopískové úseky dna a přirozený charakter toku. V Metuji bylo zaznamenáno přes 30 druhů ryb, žije zde bobr evropský, vydra říční, ale i nepůvodní norek americký, nutrie říční či ondatra pižmová.

### Severní strana Josefova a vojenské cvičiště
Umělé svahy na severní straně Josefova (glacis) navzdory své orientaci hostí teplomilná a suchomilná společenstva rostlin a živočichů. Žije zde ještěrka obecná a slepýš křehký, rostou zde také tři druhy orchidejí – bradáček vejčitý, kruštík širolistý a okrotice bílá. Na úpatí glacis se nalézají vlhčí plochy, kam stéká ze svahů voda. Zde, stejně jako na Josefovských loukách, kvete uprostřed léta silně ohrožený česnek hranatý a létají tu celoevropsky chránění mokřadní motýli – modrásek bahenní a očkovaný. Těžkou technikou brázděná krajina vojenského cvičiště na východním okraji Josefova se stala domovem některých vzácných stepních druhů brouků jako je svižník německý nebo bizarně vypadající chrobák ozbrojený. Po celém obvodu Josefova brzy na jaře vylézají černí brouci s výrazně tlustým zadečkem, majky, známé kapičkami jedu, které vylučují z končetin.

## Seznam číslovaných obranných staveb
- Bastion I
- Bastion II
- Bastion III
- Bastion IV
- Bastion V (detašovaný)
- Bastion VI (detašovaný)
- Bastion VII (detašovaný)
- Bastion VIII (detašovaný)
- Bastion IX
- Bastion X
- Bastion XI
- Bastion XII
- Ravelin XIII
- Ravelin XIV
- Ravelin XV
- Ravelin XVI
- Ravelin XVII
- Retranchement XVIII
- Retranchement XIX
- Retranchement XX
- Shromaždiště XXI
- Shromaždiště XXII
- Shromaždiště XXIII
- Shromaždiště XXIV
- Shromaždiště XXV
- Shromaždiště XXVI
- Shromaždiště XXVII
- Shromaždiště XXVIII
- Shromaždiště XXIX
- Shromaždiště XXX
- Cornichon XXXI
- Cornichon XXXII
- Shromaždiště XXXIII
- Bastion XXXIV
- Bastion XXXV
- Bastion XXXVI
- Bastion XXXVII
- Ravelin XXXVIII
- Shromaždiště XXXIX
- Shromaždiště XL
- Shromaždiště XLI
- Shromaždiště XLII
- Shromaždiště XLIII
- Shromaždiště XLIV
- Kleště XLV
- Kleště XLVI
- Kleště XLVII
- Kleště XLVIII
- Kleště XLIX
- Kleště L